# Calliopsis zebrata
Calliopsis zebrata är en biart som beskrevs av Cresson 1878. Calliopsis zebrata ingår i släktet Calliopsis och familjen grävbin. Inga underarter finns listade.